# Teoría de la compuerta
La teoría de la compuerta (gate control) afirma que los estímulos no dolorosos cierran las "puertas" al estímulo doloroso, evitando que la sensación dolorosa viaje al sistema nervioso central. Por lo tanto, la estimulación no nociva es capaz de suprimir el dolor.
Fue propuesta por primera vez en 1965 por Ronald Melzack y Patrick Wall, ofreciendo una explicación fisiológica para los efectos previamente observados de la fisiología de la percepción del dolor. Combinando conceptos anteriores derivados de la teoría de la especificidad y la teoría del patrón periférico, la teoría de la compuerta se considera una de las teorías del dolor más influyentes porque ha proporcionado un fundamento que reconcilia las teorías de patrones y especificidad y definitivamente revolucionó la investigación del dolor.
Aunque hay algunas observaciones importantes que la teoría de la compuerta no puede explicar adecuadamente, permanece siendo la única teoría del dolor que explica con mayor precisión los aspectos físicos y fisiológicos de la percepción dolorosa.
Willem Noordenbos (1910-1990), investigador holandés de la Universidad de Ámsterdam, fue el primero en proponer un modelo de interacción entre fibras pequeñas (no mielinizadas) y anchas (mielinizadas) en 1959. Las fibras rápidas (mielinizadas) bloquean las fibras lentas (no mielinizadas).

## Mecanismos propuestos
Ronald Melzack y Patrick Wall introdujeron su teoría del dolor de la "compuerta" en el artículo de Science de 1965: "Pain Mechanisms: A New Theory". Los autores propusieron que tanto las fibras nerviosas finas (dolor) como de gran diámetro (tacto, presión, vibración) llevan información del lugar de lesión a dos destinos en el asta dorsal de la médula espinal:  las células transmisoras que llevan la señal de dolor al cerebro, y las interneuronas inhibitorias que impiden la actividad de la célula transmisora. La actividad en ambos tipos de fibra excita a las células transmisoras. La actividad de las fibras finas bloquea a las células inhibitorias (tendiendo a permitir que actúe la célula transmisora) y las fibras de gran diámetro excitan las células inhibidoras (tendiendo a inhibir la actividad de la célula transmisora). Por lo que, cuanta más actividad de las fibras de gran diámetro (tacto, presión, vibración) haya en relación con la actividad de las fibras finas en la célula inhibidora, menos dolor se sentirá. Los autores dibujaron un "diagrama del circuito" neural para explicar por qué frotar un golpe. No solo mostraron a la señal viajando del lugar de lesión a las células inhibidoras y transmisoras y de la médula espinal al cerebro, sino también a la señal viajando desde el lugar de lesión directamente hasta el cerebro (eludiendo las células inhibidoras y transmisoras), donde, dependiendo del estado del cerebro, puede devolverse de nuevo la señal a la médula espinal para modular la actividad de la célula inhibidora (y, por lo tanto, la intensidad del dolor). La teoría ofrece una explicación fisiológica para un efecto previamente observado en la psicología de la percepción del dolor.

La acción de la interneurona disminuye la posibilidad de acción de la neurona de proyección. La acción de las fibras C inhibe la interneurona inhibidora (indirectamente), aumentando las posibilidades de disparo de la neurona de proyección. La inhibición se representa en azul, y la excitación en amarillo. Los rayos significan una activación neuronal aumentada, mientras que los rayos cruzados muestran una activación debilitada o reducida.

La acción de las fibras Aβ activa la interneurona inhibitoria, reduciendo las posibilidades de disparo de la neurona de proyección, incluso con la actuación de una fibra nociceptiva.

La teoría de la compuerta afirma que la activación de los nervios que no transmiten señales dolorosas, llamadas fibras no-nociceptivas, pueden interferir con las señales de fibras dolorosas, por lo tanto, inhibiendo el dolor. Los nervios nociceptores aferentes, aquellos que llevan la señal dolorosa al cerebro, comprenden dos tipos de fibras: una fibra "Aδ" mielinizada, relativamente ancha y rápida que lleva mensajes rápidos de dolor intenso, unas fibras "C" lentas, no mielinizadas y pequeñas que llevan el dolor crónico y palpitante duradero. Las fibras Aβ de gran diámetro son no nociceptivas (no transmiten estímulos dolorosos) e inhiben los efectos de las fibras Aδ y C
El sistema nervioso periférico tiene centros en el que se puede regular el estímulo doloroso. Algunas zonas del asta dorsal de la espina dorsal que están implicadas en la recepción del estímulo doloroso de fibras Aδ y C, llamadas laminas, también reciben estímulos de las fibras Aβ. Las fibras no nociceptivas inhiben indirectamente los efectos de las fibras dolorosas, "cerrando la puerta" a la transmisión de su estímulo. En otras partes de la lámina, las fibras dolorosas también inhiben los efectos de las fibras no nociceptivas, "abriendo la puerta". Esta inhibición presináptica de los terminales de los nervios dorsales puede ocurrir a través de tipos específicos de receptores GABAA (no a través del receptor α1 GABAA y no a través de la activación de receptores de glicina ausentes en este tipo de terminales). Por lo que algunos tipos de receptores GABAA, pero no los receptores de glicina, pueden regular presinápticamente la nocicepción y la transmisión del dolor.
Puede existir una conexión inhibitoria entre las fibras Aβ y C, que pueden formar una sinapsis en la misma neurona de proyección. Las mismas neuronas también pueden formar sinapsis con una interneurona inhibidora que también conecta con una neurona de proyección, reduciendo la probabilidad de que la última actúe y transmita la señal nociceptiva al cerebro (imagen a la derecha). La interneurona inhibitoria actúa espontáneamente. La sinapsis de las fibras C inhibirían a la interneurona inhibitoria, aumentando indirectamente la probabilidad de acción de la neurona de proyección. La fibra Aβ, por otra parte, formas una conexión excitatoria con la interneurona inhibidora, reduciendo la probabilidad de actuar de la neurona de proyección (como la fibra C, la fibra Aβ también tiene una conexión excitatoria con la propia neurona de proyección). Por lo que, dependiendo de los niveles relativos de disparo de las fibras C y Aβ, el disparo de las fibras no nociceptivas puede inhibir la acción de las neuronas de proyección y la transmisión del estímulo doloroso.
Por lo tanto la teoría de la compuerta explica cómo el estímulo que activa solo nervios no nociceptivos puede inhibir el dolor. El dolor parece calmarse cuando el área es acariciada por la activación de fibras no nociceptivas que pueden inhibir la acción de las nociceptivas en la lámina. En la electroestimulación percutánea (TENS), las fibras no nociceptivas son estimuladas selectivamente con electrodos para producir este efecto y disminuir el dolor.
Una zona del cerebro implicada en la reducción de la sensación dolorosa es la materia gris periacueductal que rodea el tercer ventrículo y el acueducto cerebral del sistema ventricular. La estimulación de esta zona produce analgesia (pero no entumecimiento total) al activar las vías descendentes que inhiben directa e indirectamente los nociceptores en la lámina de la médula espinal. Las vías descendentes también activan partes que contienen receptores opioides de la médula espinal.
Las vías aferentes interfieren con cada otra de forma constructiva, para que el cerebro pueda controlar el nivel de dolor percibido, basado en qué estímulo doloroso hay que ignorar par conseguir ganancias potenciales. El cerebro determina qué estímulo es beneficioso ignorar con el tiempo. Por lo que el cerebro controla la percepción del dolor casi directamente, y puede ser "entrenado" para desactivar formas de dolor que no son "útiles". Esta idea llevó a Melzack a afirmar que el dolor está en el cerebro.
Cuando fue propuesta por primera vez en 1965, la teoría se encontró con un escepticismo considerable. A pesar de haber sufrido varias modificaciones, sus conceptos básicos siguen vigentes.

## Legado
En 1968, tres años tras la introducción de la teoría de la compuerta, Ronald Melzack concluyó que el dolor es un complejo multidimensional con numerosos componentes sensitivos, afectivos, cognitivos y evaluativos. La descripción de Melzack ha sido adaptada por la Asociación Internacional para el Estudio del Dolor en una definición contemporánea del dolor. A pesar de los defectos en la presentación de la arquitectura neural, la teoría de la compuerta es actualmente la única teoría que refleja más precisamente los aspectos físicos y psicológicos del dolor.
La teoría de la compuerta terminó un debate centenario sobre si el dolor está representado en elementos neurales específicos (teoría de la especifidad) o actividad con un patrón (teoría del patrón periférico) en un subsistema somatosensorial convergente. Aunque actualmente se considera que está demasiado simplificada con defectos en la presentación de la arquitectura neural, la teoría de la compuerta estimuló muchos estudios en la investigación del dolor y avanzó significativamente nuestra comprensión del dolor.
En el presente, se considera generalmente que la investigación moderna del dolor comenzó con la publicación de la teoría de la compuerta.